# Gin rummy

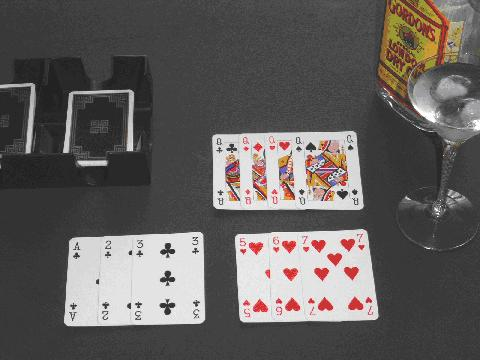
En ginhand.

Gin rummy (ofta bara gin) är ett kortspel som tillhör rummy-familjen. Gin rummy är en rummy-variant för två personer som sägs vara skapad av Elwood T. Baker 1909.
Gin rummy spelas med en vanlig 52-korts kortlek utan jokrar. Spelet går ut på att samla tretal, fyrtal och sekvenser i färg. Trots att gin rummy är relativt enkelt vad gäller reglerna är det mycket strategi inblandat, och i det långa loppet vinner en bra spelare över en sämre. Turfaktorn kan dock inte elimineras helt.

## Spelregler
Gin rummy spelas med två spelare och en 52-korts kortlek utan jokrar. Ess räknas lägst och har värdet ett, de numeriska korten har sitt angivna värde och därefter kommer knekt, dam och kung som alla räknas som tio poäng. Dvs. värdeföljden är ess–2–3–4–5–6–7–8–9–10–knekt–dam–kung.
Spelet går ut på att samla serier av minst tre kort med antingen samma valör eller i sammanhängande stege av samma färg. Gin är när alla kort på hand ingår i serier. 
Man börjar med tio kort var på hand, resterande kort placeras med baksidan upp i en hög på bordet. Därefter vänds det första kortet upp och läggs bredvid högen.
Spelet börjar med att spelaren som inte delade ut korten ges möjlighet att ta det uppvända kortet och påbörja spelet. Om spelaren inte vill ha det uppvända kortet ges delaren istället möjlighet att ta det. Om ingen av spelarna tar kortet börjar spelet med att spelaren som inte delade ut korten tar det översta kortet från högen och på så vis startar den första omgången.
Spelet pågår i omgångar där spelaren väljer att antingen ta upp kortet som ligger uppvänt eller ta nästa kort från högen (se ovan för vad som gäller första omgången). Omgången avslutas genom att spelaren väljer ut ett kort från handen och lägger detta överst på högen av uppvända kort på bordet. Det är nu tid för nästa spelare att spela sin omgång. 
Spelet fortsätter tills högen av resterande kort tar slut eller tills någon av spelarna avslutar sin omgång genom att knacka vilket görs genom att lägga ned sitt kort med baksidan upp istället för framsidan som vanligt. 
För att knacka får skrotet dvs. de kort som ej ingår i serier inte uppgå till mer än tio poäng.
Vid avslutad omgång räknar man samman alla poäng som inte ingår i serier. Vinnare är den spelare som har lägst antal poäng skrot som då vinner poängskillnaden. I samband med knackning utgår bonus på 25 poäng om den som knackade har gin dvs. att alla kort på handen ingår i serier. 
Om motspelaren till den som knackade har samma eller lägre poäng skrot är det istället denna spelare som vinner spelomgången och dessutom ges en bonus på 20 eller, i en del spelarkretsar, 25 poäng.
Vinnare är den spelare som först når upp till 100 poäng.

## Oklahoma gin
Oklahoma gin är en variant av gin rummy där kortet som först vänds upp anger hur många poäng man tillåts ha för att knacka. Om det först uppvända kortet är spader utdelas dubbla poäng denna omgång.
Oklahoma gin spelas normalt till 150 poäng istället för 100 poäng som i vanlig gin rummy.

## Hollywood gin
Hollywood gin är en variant med ett raffinerat sätt att räkna poäng. Spelarna har tre kolumner var i protokollet. Poängen för en spelares första vinst skrivs in i kolumn 1, den andra vinsten i både kolumn 1 och 2, och den tredje och följande vinsterna i alla tre kolumnerna. Kolumnerna blir färdigspelade allteftersom någon når 100 poäng, och när den tredje kolumnen är klar görs en slutsummering.